# Flaga Vendsyssel

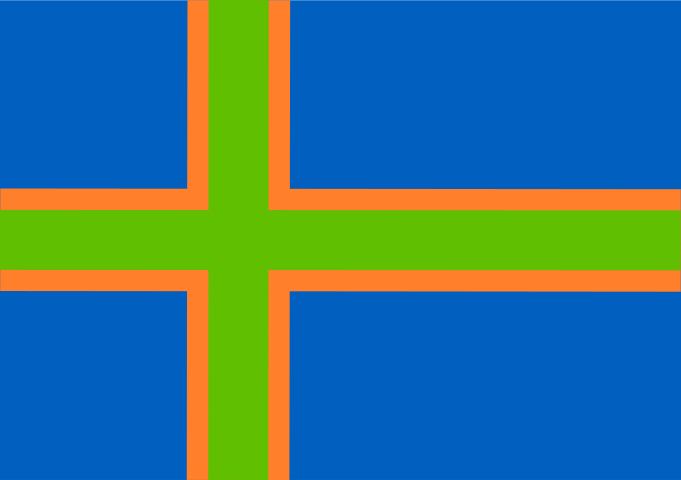
Vendelbrog

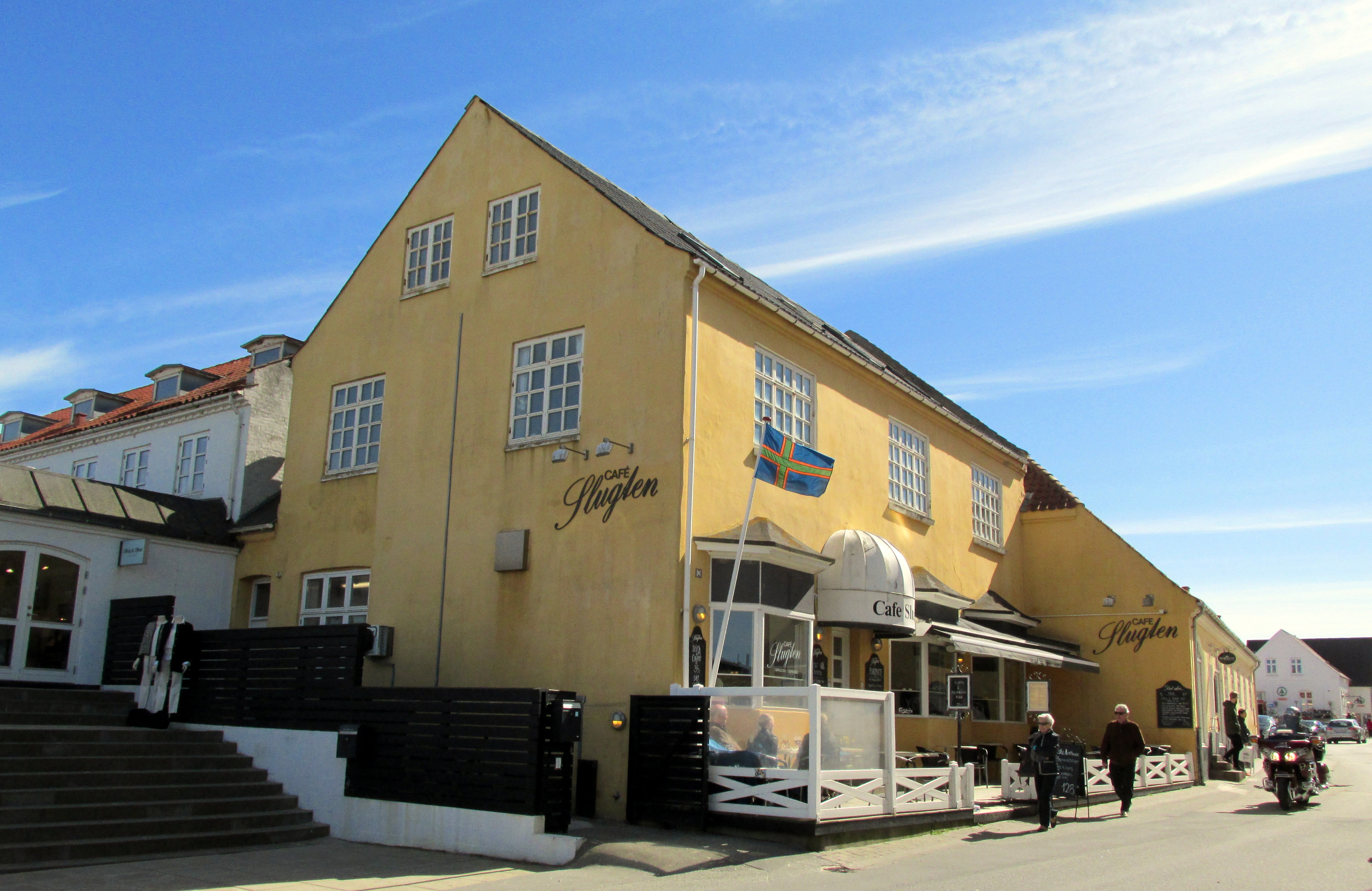
Vendelbrog na głównej ulicy turystycznej miejscowości Lønstrup, 2015

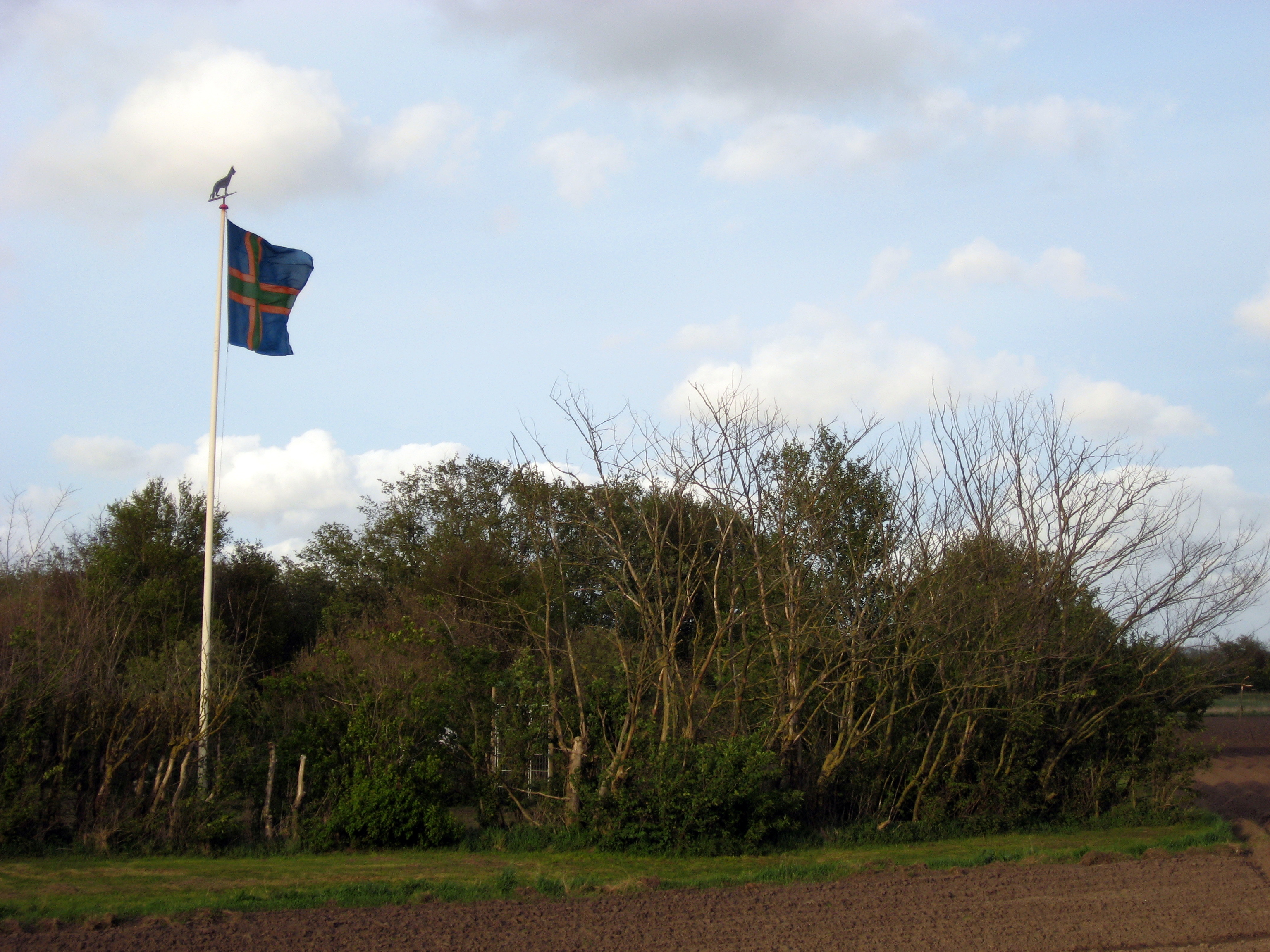
Vendelbrog przy obwodnicy największego miasta Vendsyssel – Hjørring, 2009

Flaga Vendsyssel (duń. Vendelbrog) – nieoficjalna flaga regionu Vendsyssel w północnej Danii.

## Wygląd
Flaga wzorowana jest na fladze Danii – projekt oparty jest na krzyżu skandynawskim. W pierwszej wersji w projekt Vendelbrog wpleciona była miniatura flagi duńskiej. Także nazwa „Vendelbrog” (flaga Vendsyssel) nawiązuje do „Dannebrog” (flaga Danii).
Flaga przedstawia obwiedziony żółtym lub pomarańczowym kolorem zielony krzyż na niebieskim tle. Kolory mają symbolizować piękno natury Vendsyssel: kolor niebieski symbolizuje niebo i morze, zielony wzgórza, a żółty słońce i piasek plaż.

## Historia
Pierwotnie flaga miała być częścią żartu magazynu Bjæsken na temat (niezbyt poważnego) ruchu separatystycznego i pomysłu oderwania wyspy Vendsyssel od Danii, tj. stowarzyszenia „Frit Vendsyssel” (Wolny Vendsyssel). Flagę zaprojektował lokalny artysta Mogens Bohøj. Ideę podjął w roku 1976 Poul S. Poulsen, ówczesny burmistrz Hjørring, największego miasta Vendsyssel, i rozpoczął promocję Vendelbrog jako flagi reprezentującej region.

## Użycie
Flaga w zamierzeniu ma służyć promocji regionu. Nie ma oficjalnego statusu, co oznacza, że używać jej można bez specjalnego zezwolenia i ograniczeń (dlatego usunięto z pierwotnego projektu miniaturę flagi Danii, której użycie reguluje prawo).
Według lokalnego zwyczaju flagi używać mogą jedynie rodowici „vendelboer”, czyli osoby urodzone w Vendsyssel. Po ponad 35 latach od wprowadzenia flaga nie traci popularności – jest obecna w krajobrazie regionu, szczególnie w miejscowościach Brønderslev i Hjørring. Widać ją też w postaci nalepki z tyłu samochodów. Jedna z fabryk produkujących Vendelbrog raportuje sprzedaż ok. 50 sztuk rocznie.
W 1980 roku flaga Vendelbrog weszła do projektu logo lokalnego aalborgskiego dywizjonu lotniczego Królewskich Duńskich Sił Powietrznych Eskadrille 723. Flagą inspirowane są także stroje zawodników klubu piłki ręcznej w Aalbæk. W 2009 roku lokalny biznesmen zapłacił za wystrzelenie Vendelbrog w kosmos.